# Снежана и седам патуљака (филм из 1937)
Снежана и седам патуљака (енгл. Snow White and the Seven Dwarfs) амерички је анимирани филм из 1937. у продукцији Волта Дизнија. Представља екранизацију истоимене бајке браће Грим. Радња филма прати Снежану, која је побегла од зле маћехе и нашла уточиште код седам патуљака. Први је дугометражни анимирани филм из САД (уједно и први дугометражни филм Волта Дизнија) и 10. најкомерцијалнији филм 20. века.
Премијера је приказана 21. децембра 1937. у Лос Анђелесу, док је од 4. фебруара 1938. приказиван у биоскопима. Упркос почетним сумњама филмске индустрије, остварио је критички и комерцијални успех, поставши филм с највећом зарадом 1938. и најуспешнији звучни филм икада. Више од 55 година је држао рекорд за најуспешнији анимирани филм. У марту 2025. приказана је играна верзија филма под називом Снежана.
Филм има два војс-овера на српски језик из 1990-их који су данас доступни на интернету. Први војс-овер је илегално рађен од стране аматера и пиратски је издат на VHS касетама. Други војс-овер је радио Квартет Амиго. Званичну српску синхронизацију урадио је 2019. године студио Ливада Београд и њена премијера се очекује.

## Радња
Некада давно у измишљеној земљи живела је млада принцеза Снежана у коју се заљубио један принц. Но она је живела са својом злом маћехом, краљицом, којој је чаробно огледало једног дана рекло да је Снежана лепша од ње. Краљица је одмах постала љубоморна и наредила свом ловцу да је одведе дубоко у шуму и тамо убије. Но ловац није имао срца убити недужну Снежану, него ју је упозорио на злу краљицу и пустио да побегне дубоко у шуму. Снежана је трчала и трчала, све док није наишла на једну кућу у коју је ушла и заспала од умора.
Но, та кућа припада седморици патуљака који цели дан раде у оближњем руднику. Када се они те вечери врате кући и примете да им је неко био у кући, помисле да се ради о чудовишту или о лопову. Ипак, када упознају Снежану, прирасте им к срцу и одлуче заштити је од зле краљице. Краљица се преруши у старицу како је Снежана не би препознала те јој поклони отровну јабуку од које Снежана умире. Тада се врате патуљци и почну прогањати краљицу која се попне на брдо и падне у провалију када је хтела бацити камен на њих, те умире. Патуљци су саградили стаклени ковчег за Снежану, немајући срца покопати је. Онда се појавио принц и пољубио Снежану — након чега је она оживела. Венчали су се и отишли у његову земљу.

## Улоге
| Улога            | Глумац            | Српски глас        |
| ---------------- | ----------------- | ------------------ |
| Снежана          | Адријана Каселоти | Ирина Арсенијевић  |
| Зла краљица      | Лусил Ла Верн     | Душица Новаковић   |
| Принц            | Хари Стоквел      | Душан Свилар       |
| Уча              | Рој Етвел         | Слободан Нинковић  |
| Љутко            | Пинто Колвиг      | Драган Вујић       |
| Поспанко         | Пинто Колвиг      | непознато          |
| Срећко           | Отис Харлан       | Миленко Павлов     |
| Стидљивко        | Скоти Матроу      | Бора Ненић         |
| Кијавко          | Били Гилберт      | Бранислав Платиша  |
| Тупко            | Еди Колинс        | оригинална верзија |
| Чаробно огледало | Морони Олсен      | Милан Живадиновић  |
| Ловац            | Стјуарт Бучанан   | Марко Кон          |

## Снимање
Рад на снимању Снежане и седам патуљака започео је почетком 1934. године и у јуну исте године у Њујорк Тајмсу Волт Дизни је најавио снимање свог првог играног филма, који би требало да буде објављен у продукцији компаније Волт Дизни, Пре Снежане и седам патуљака, Дизни студио је био првенствено укључен у продукцију кратког анимираног филма о Мики Маусу и серије Silly Symphonies. Дизни се надао да ће ојачати престиж и приходе свог студија са дугометражним филмовима. Процењивало се да би Снежана могла бити снимљена са буџетом у висини од 250.000 долара; ово је био десет пута већи буџет од Silly Simphonies. Снежана и седам патуљака је требало да буде први дугометражни анимирани филм у историји, и због тога је Волт Дизни морао да се бори да би добио одобрење за филмску продукцију. Његов брат и пословни партнер Рој Дизни и његова супруга Лилијан покушали су да га одговоре од тога, док је холивудска филмска индустрија подругљиво називала пројект као „Дизнијева лудост”, још док је био у фази снимања. Дизни је морао да заложи своју кућу у хипотеку, како би финансирао трошкове снимања филма, што је на крају довело до укупних трошкова у износу од 1.488.422 долара, што је био масивни износ за играни филм 1937. године.
Писац Ричард Кридон је 9. аугуста 1934. године написао 21 страницу белешки под називом „Предлози за Снежану”. То је укључивало списак главних ликова, као и ситуације и гегове за причу. На самом почетку пројекта Дизни је навео да су главна атракција приче за њега били седам патуљака, и њихове могућности да изводе „откачене гегове”. Ова тема је доминирала током три састанка која су одржана у октобру у присуству Дизнија, Кридона, Ларија Мореја, Алберта Хартера, Теда Сирса и Пинта Колвига. У овом тренутку, Дизни је осетио да прича треба да почне са Снежаном када открива колибу седам патуљака.
Волт Дизни је од почетка предлагао да сваки од патуљака, чија имена и личности нису наведена у оригиналној бајци, могу имати своја карактерна обележја. Имена патуљака су изабрана између педесет потенцијалних имена. Седам коначних имена су изабрана кроз процес елиминације. Вођа патуљака, од којег се тражило да буде надмен, и склон прављењу грубих грешака, именован је Учо; други су добили имена по њиховим карактерним цртама. Заједно са фокусом на карактеризацију и комичне могућности патуљака, Кридон је на осамнаест страница бележака о причи написаних током састанака у октобру, истакао континуирани приказ гегова, као и краљичин покушај да убије Снежану са отрованим чешљем, што био један елемент преузет из оригиналне приче Браће Грим. Након што би убедила Снежану да користи чешаљ, маскирана краљица би побјегла, али патуљци би стигли на време да уклоне чешаљ. Након пропалог покушаја убиства Снежане са чешљем, краљица би наредила да се принц зароби и доведе у њен дворац, где би Снежана дошла да га тражи. Скице приче показују овај догађај где се заједно појављују краљица и вештица. У причи би се користила магија која би костуре из тамнице вратила у живот, што их чини да плешу за њега, а један од скелета се спомиње као „Принц Освалд”, што представља пример духовитије атмосфере у приступу оригиналној причи. У напоменама за причу записано је да је краљица имала магичну моћ али само у свом дворцу. Са принцом који одбија да је ожени, краљица га оставља да умре (један цртеж приказује принца заробљеног у подземној комори напуњеној водом), док она одлази према колиби патуљака са отрованом јабуком. Шумске животиње помажу принцу да побегне из краљичиног дворца и пронађе свог коња. Принц је требало да оде до колибе и да спасе Снежану, али је узео погрешан пут (упркос упозорењима шумских животиња и његовог коња, које он, за разлику од Снежане, није могао да разуме). Он стога не би стигао на време да је спаси од краљице, али би је могао спасити са првим љубавним пољупцем. Ова радња није се користила у коначном резу филма, иако је Фердинанд Ховарт радио многе цртеже сцена у тамници.
Остали примери комичније природе приче у овој фази укључују предлоге да се Краљица прикаже као дебела, откачена, и себична карикатура. Принц је такође требало да буде више налик кловну, и да се удвара Снежани на комичан начин. Волт Дизни је охрабривао све запослене у студију да доприносе причи, и нудио је пет долара свакоме ко смисли нешто. Тако се појавио гег са носовима патуљака који „вире испод кревета када су се први пут срели са Снежаном”. Дизни је постао забринут да би такав комични приступ могао смањити уверљивост ликова и, осећао је да је потребно више времена за развој лика краљице. У нацрту који је кружио 6. новембра, саветовао је да се пажња посвети искључиво сценама у којима се појављују само Снежана, патуљци, и њихови пријатељи птице и животиње. Имена и карактеристике патуљака, међутим, и даље су били "отворени за промене". Састанак од 16. новембра даје још једну скицу под називом „Патуљци откривају Снежану”, где се уводи лик Поспанка, који ће се на крају показати као најуспешнији и најпопуларнији лик патуљака. До краја 1934. године Дизни је даље развијао причу сам, нашавши се у дилеми око лика краљице, за који је осећао да више не може бити „дебела” нити „откачена”, већ „величанствено прекрасна особа”, што је била могућност коју је већ износио на претходним састанцима о причи. Дизни се није фокусирао на пројекат све до јесени 1935. Сматра се да је можда сумњао у своју, и способност студија, и да му је његов пут у Европу тог лета вратио самопоуздање. У овом тренутку Дизни и његови писци фокусирали су се на сцене у којима су Снежана и патуљци представљени публици и једни другима. У меморандуму 25. новембра 1935. године, он је изложио задатке за све који су радили на филму, и одлучио је о особинама личности сваког појединог патуљка.
На почетку се мислило да ће патуљци бити главни фокус приче, и многе секвенце су писане за седам ликова. Међутим, у једном тренутку, одлучено је да главни дио приче буде однос између краљице и Снежане. Из тог разлога, неколико секвенци које су приказивале патуљке биле су изрезане из филма. Прва секвенца, која је била анимирана у целости пре него што је била изрезана, приказивала је Учу и Мргуда како расправљају о томе да ли би Снежана требало да остане с њима. Још једна, такође потпуно анимирана, приказивала је патуљке како бучно кушају супу; Снежана је безуспешно покушавала да их научи како да једу „као господа”. Делимично анимирана секвенца приказује патуљке како одржавају „кућни састанак”, на којем они покушавају да смисле поклон за Снежану; ово је требало да се деси након сцене „градње кревета”, у којој патуљци и шумске животиње граде и украшавају кревет за принцезу. Ова сцена је такође била исечена, јер се мислило да ће да успори развој приче. Сцене кушања супе и градње кревета су биле анимиране од стране Варда Кимбала, који је у довољној мери био обесхрабрен због њиховог уклањања па је разматрао да напусти студио, међутим Дизни га је наговорио да остане промовишући га у главног аниматора за лик Цврчка Цврче у наредном играном филму Пинокио (1940).